# Return merchandise authorization

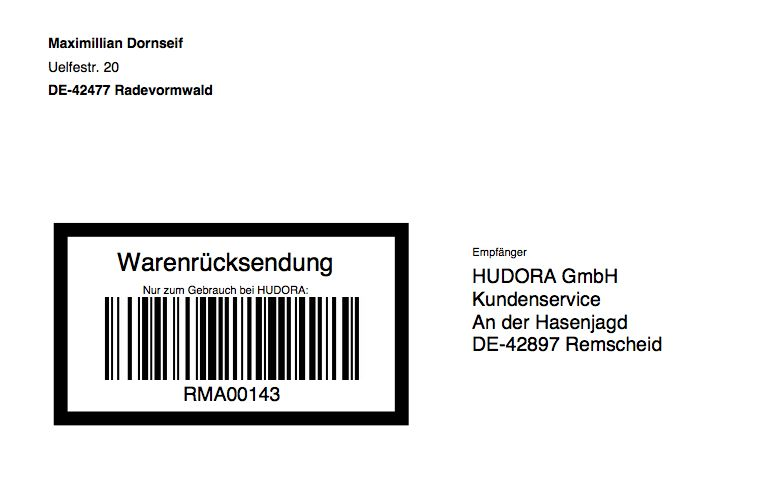
Een Duitse RMA-bon

Een RMA (return merchandise authorization) is een stap in het proces van het retourneren van eerder geleverde goederen aan de leverancier met als doel bijvoorbeeld vervanging, reparatie of terugbetaling. In het Nederlands wordt de afkorting RMA ook wel vertaald als Retourneren Met Autorisatie.
In het geval van een RMA-procedure dient de koper eerst toestemming (autorisatie) te vragen aan de leverancier voor het retourneren.
De leverancier – dit kan zowel een fabrikant als een doorverkoper zijn – beslist dan, aan de hand van de eigen regels, of deze autorisatie al dan niet gegeven wordt. Aan een gegeven autorisatie wordt veelal een code toegekend, de RMA-code, meestal in de vorm van een nummer dat vermeld moet worden op de verpakking van de retourzending. Aan de hand van deze code kan de leverancier de ontvangen producten koppelen aan het eerdere RMA-verzoek alsook gebruiken bij de afhandeling van de retourzending. Veelal maakt een leverancier hiervoor gebruik van een servicedesk.